# Blokkreek
De Blokkreek is een kreek in het Oost-Vlaamse Meetjesland (Meetjeslands krekengebied), gelegen tussen Sint-Laureins en Sint-Margriete.
Van de Blokkreek is vooral het meest oostelijke deel van belang, wat deels verland is, maar waar zich ook een moerasgebied bevindt dat Den Draaiput wordt genoemd en dat rijk is aan bijzondere planten- en diersoorten.
In het noorden staat de Blokkreek in verbinding met de Hollandersgatkreek en in het zuiden met de Vrouwkenshoekkreek, die op Nederlands grondgebied weer Blokkreek heet.
Merkwaardig zijn de vrijwel haakse bochten in het krekensysteem, mogelijk het gevolg van het feit dat de kreek bij zijn ontstaan zich langs door de mens vervaardigde structuren (wegen, dijkresten) ontwikkelde.
Het gebied is Europees beschermd als onderdeel van Natura 2000-gebied 'Polders' (BE2500002).